# Annaba (província)
Annaba ou Anaba (em árabe: ولاية عنابة) é uma província no extremo leste da Argélia, com sede na cidade de Annaba. Sua população é  609.499 pessoas (Censo 2008) e possui uma área de 1410 km². Situa-se a 600 km de Argel. Possui 12 comunas e um litoral de 80 km de extensão.
As principais atrações turísticas da região são ruínas romanas, cidade antiga de Hipona, a basílica de Santo Agostinho, além de árvores milenares.
É o principal porto do país para o exportação dos minerais. 